# Xã Pleasant, Quận Franklin, Ohio
Xã Pleasant (tiếng Anh: Pleasant Township) là một xã thuộc quận Franklin, tiểu bang Ohio, Hoa Kỳ. Năm 2010, dân số của xã này là 6.671 người.